# Stanley Fischer
Stanley Fischer (en hebreu: סטנלי פישר; 15 d'octubre de 1943 - 31 de maig de 2025) va ser un economista isreaelo-estatunidenc  que va exercir com a 20è vicepresident de la Reserva Federal del 2014 al 2017. Anteriorment, Fischer va exercir com a 8è governador del Banc d'Israel del 2005 al 2013. Nascut a Rhodèsia del Nord (actualment Zàmbia), tenia doble nacionalitat a Israel i als Estats Units. Anteriorment, va exercir com a primer subdirector gerent del Fons Monetari Internacional i com a economista en cap del Banc Mundial. El 10 de gener de 2014, el president Barack Obama va nomenar Fischer per al càrrec de vicepresident de la Reserva Federal. El 6 de setembre de 2017, Fischer va anunciar que dimitia com a vicepresident per motius personals a partir del 13 d'octubre de 2017. Va ser assessor sènior de BlackRock.